# Zeheba lucidata
Zeheba lucidata är en fjärilsart som beskrevs av Walker 1866. Zeheba lucidata ingår i släktet Zeheba och familjen mätare. Inga underarter finns listade i Catalogue of Life.